# Vrtbovský palác
Vrtbovský palác je šlechtický palác v pražském katastrálním území Malá Strana, v ulici Karmelitská 373/25. Relativně nenápadný, původně renesanční, ve své dnešní podobě převážně klasicistní a v průběhu staletí několikrát přestavovaný městský palác, je znám především díky přilehlé Vrtbovské zahradě. Je chráněn jako kulturní památka.
Palác se nachází v Karmelitské ulici č. 25 na nároží s ulicí Tržiště, několik desítek metrů od Malostranského náměstí. Palácový komplex nepravidelného umístění se rozkládá okolo čtyř dvorů a zahrada je situována v západní části areálu. Z Karmelitské ulice je viditelná třípatrová budova. Tři palácová křídla skrytá za čelní frontou obklopují druhý severní dvůr. Jižní křídlo je protáhlé, kopíruje hranici parcely podél prvního a druhého dvora a má dvě patra. Na dvoupatrové křídlo navazuje další jednopatrový úsek. Na jeho západním konci se nachází čtvrtý dvůr. Poslední dvě křídla na severní straně třetího nádvoří svírají téměř pravý úhel kolem zahrady. Do jižního úseku je vestavěna salla terrena.
V současnosti v objektu má sídlo několik firem a jsou zde nájemní a soukromé byty.

## Historie

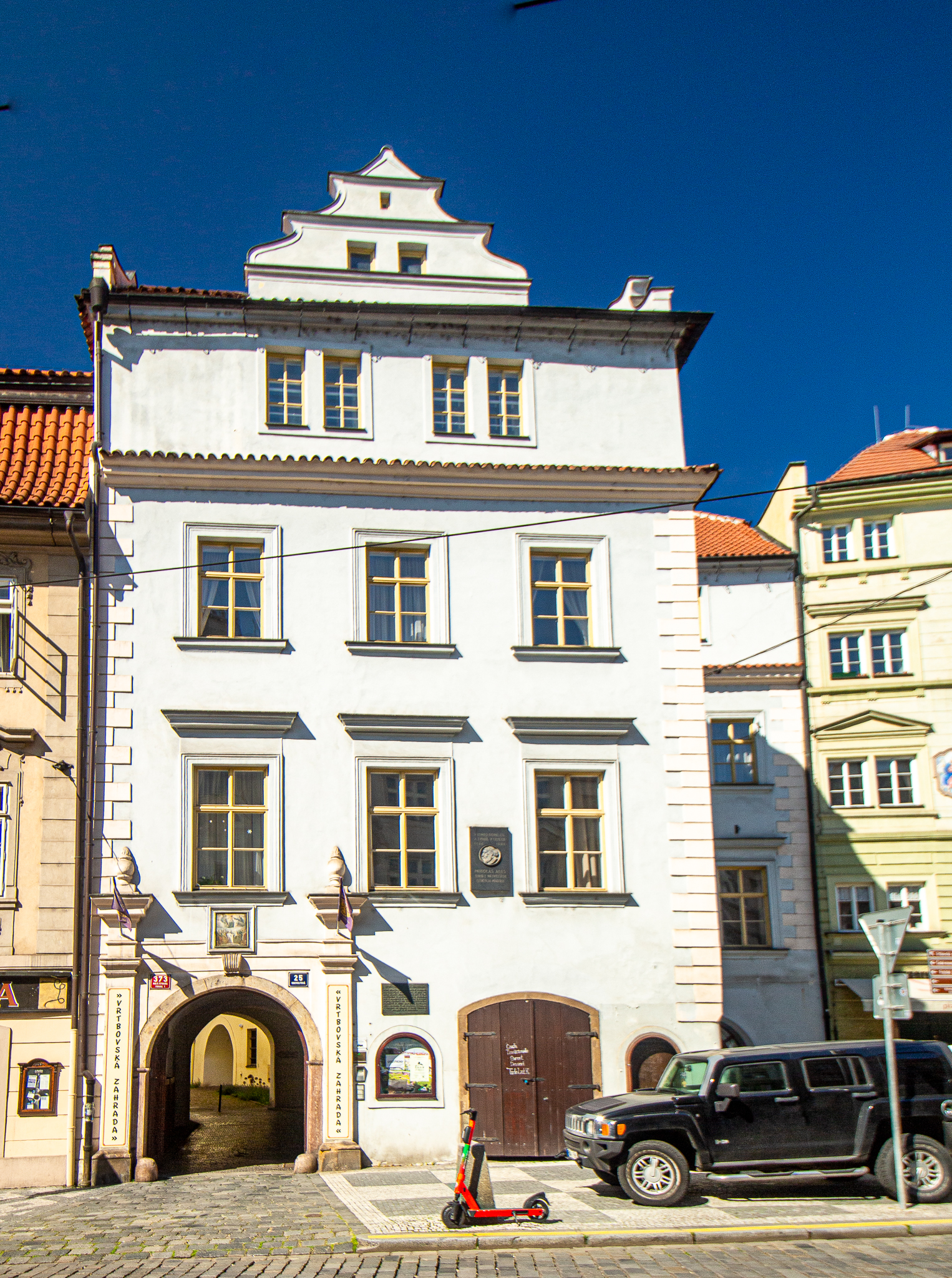
Průčelí paláce do Karmelitské ulice se zvýšeným třetím patrem po přestavbě z roku 1912.

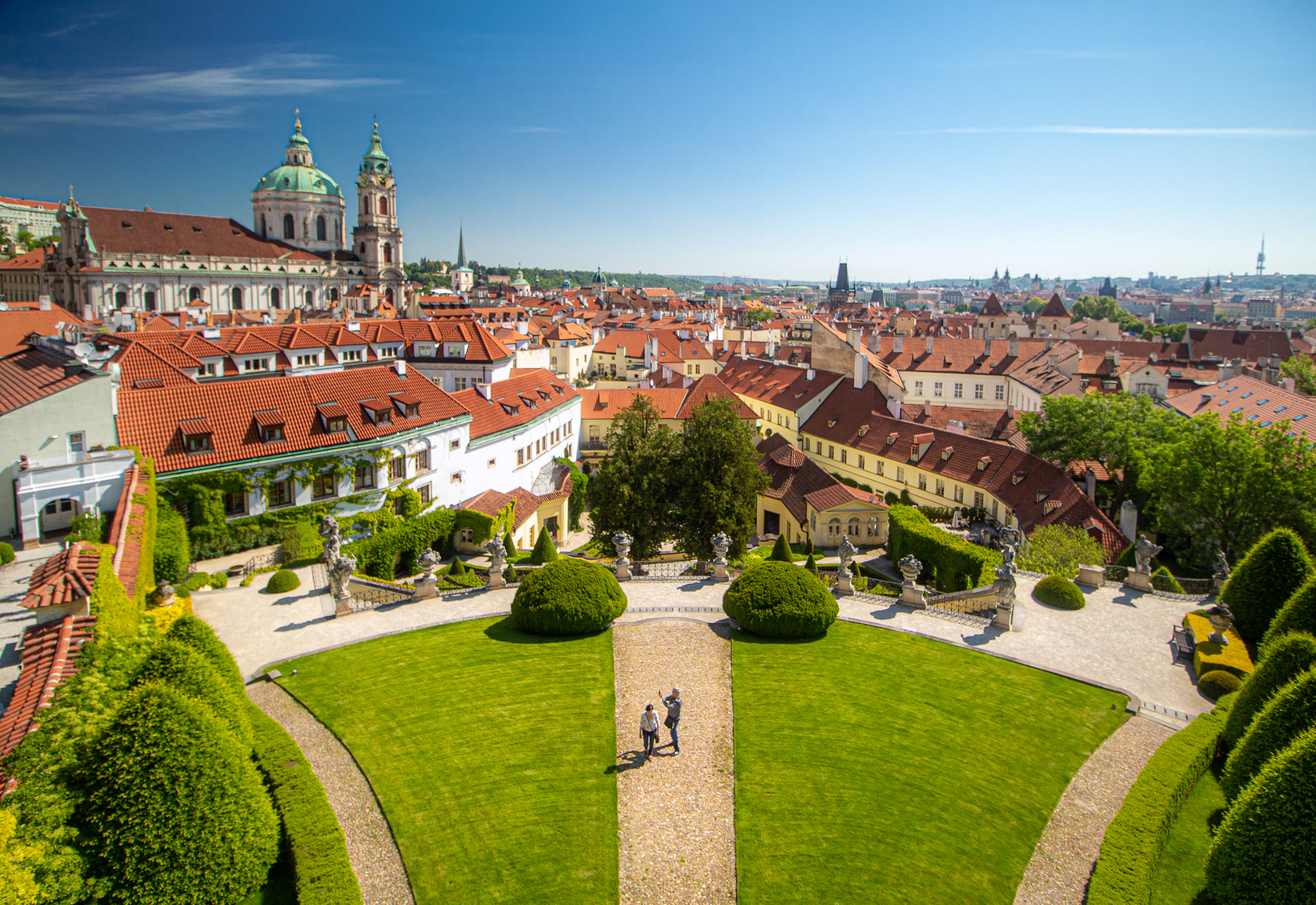
Pohled na jižní křídlo Vrtbovského paláce (napravo) z Vrtbovské zahrady.

### Původní domy
Palác členitého půdorysu vznikl spojením dvou starších renesančních domů, v jejichž základech jsou patrné pozůstatky gotické stavby, zřejmě předpolí někdejší Újezdské brány. 
Starší jižní dům z roku 1575 patřil pánům ze Sebuzína, než jej v roce 1619 získal Kryštof Harant z Polžic a Bezdružic od dědiců místokancléře Kryštofa Želinského ze Sebuzína jako kompenzaci za nesplacený dluh. V roce 1627 tuto nemovitost zakoupil královský hofmistr Sezima Jan z Vrtby, roku 1624 povýšený do hraběcího stavu. 
Severnější z obou původních domů, si nechal v roce 1591 vybudovat významný pražský architekt Ulrico Aostalli de Sala (Oldřich Avastalis). Později patřil významnému českému šlechtici Kryštofu Harantovi z Polžic a Bezdružic (1564–1621), který dům využíval jako místo setkávání a pobytu vědců, spisovatelů, umělců, skladatelů a dalších osobností ze svého širokého okruhu přátel. Kryštof Harant byl, coby jeden z hlavních vůdců stavovského povstání proti panovníkovi, popraven na Staroměstském náměstí. Po jeho smrti dům jako konfiskát v roce 1623 získal Sezima Jan z Vrtby. 
V letech 1627–1631 nechal Sezima z Vrtby oba sousedící měšťanské domy spojit a přestavět je na členitý palác o nepravidelném půdorysu v jednotném stylu pozdní renesance. Palácový komplex tak má několik křídel různé velikosti i výšky, která uzavírají čtyři nádvoří. Původní ulička k bývalým vinicím zůstala zachována v podobě dnešního průjezdu paláce. 

### Barokní úpravy a Vrtbovská zahrada
V období baroka byl palác dvakrát rozšiřován. Poprvé během 2. poloviny 17. století, podruhé v roce 1720. Tehdy byla za vlastnictví Jana Josefa z Vrtby provedena přestavba podle plánů Kryštofa Dientzenhofera, patrně na základě projektu Františka Maxmiliana Kaňky. V téže době byla rovněž na místě bývalé vinice zřízena barokní zahrada v italském stylu.
Sochařskou výzdobu dvora a zahrady v pískovci vytesal Matyáš Bernard Braun a jeho dílna. Postava atlanta, nesoucího zemskou sféru, byla vyměněna za kopii, originál se nachází v Lapidáriu Národního muzea.

### Pozdější dějiny
Vrtbové drželi palác s přilehlou zahradou až do roku 1799, kdy ho koupil císařský rada Jan Mayer. V této době došlo k přestavbě paláce podle plánů dvorního stavitele Josefa Zobela, zahrady se však rekonstrukce nedotkla. Od roku 1807 byl v držení lazaretu na Karlově.
V roce 1800 proběhla velká klasicistní přestavba objektu, kdy architekt Josef Klement Zobel mimo jiné zbudoval monumentální čtyřramenné schodiště. Bylo postaveno rovněž jižní a západní křídlo podél druhého severního dvora.
Kolem roku 1845 byl celý palác s barokní zahradou upraven ve stylu klasicismu a na předělu mezi spodním a středním patrem vznikly empírové přístavky. Tehdy původní barokní charakter zahrady zanikl a byl vyměněn i rostlinný pokryv. V průběhu přestavby pravděpodobně vznikla i malá vyhlídka na střeše v nejvyšším místě zahrady. V jednom z těchto přístavků v letech 1886–1889 bydlel a působil malíř Mikoláš Aleš, který zde měl svůj ateliér.
V roce 1912 byla uliční část zvýšena o třetí patro s atikou. Na východní části severního křídla u druhého dvora vznikla také nástavba objektu.

## Galerie

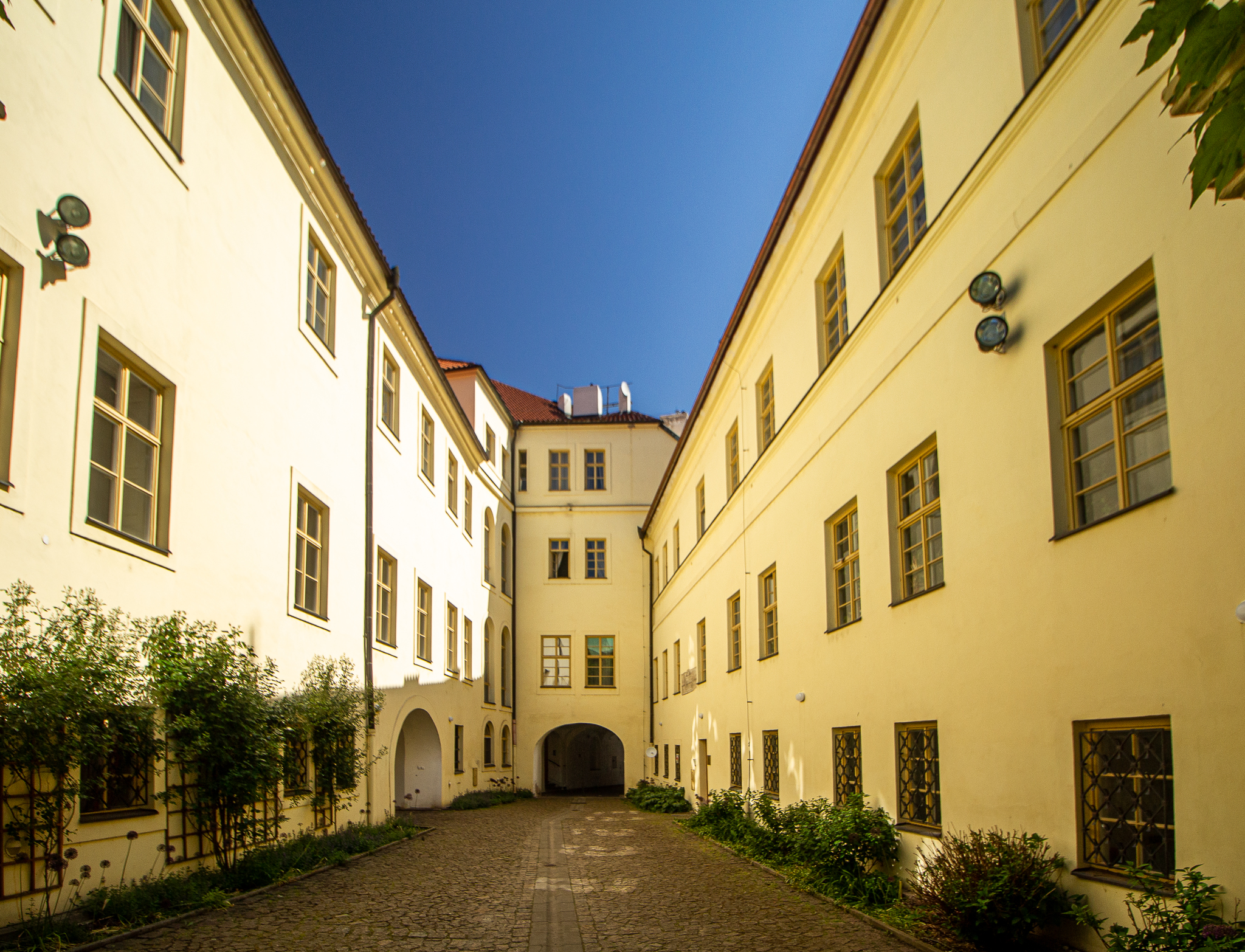
Přední dvůr paláce
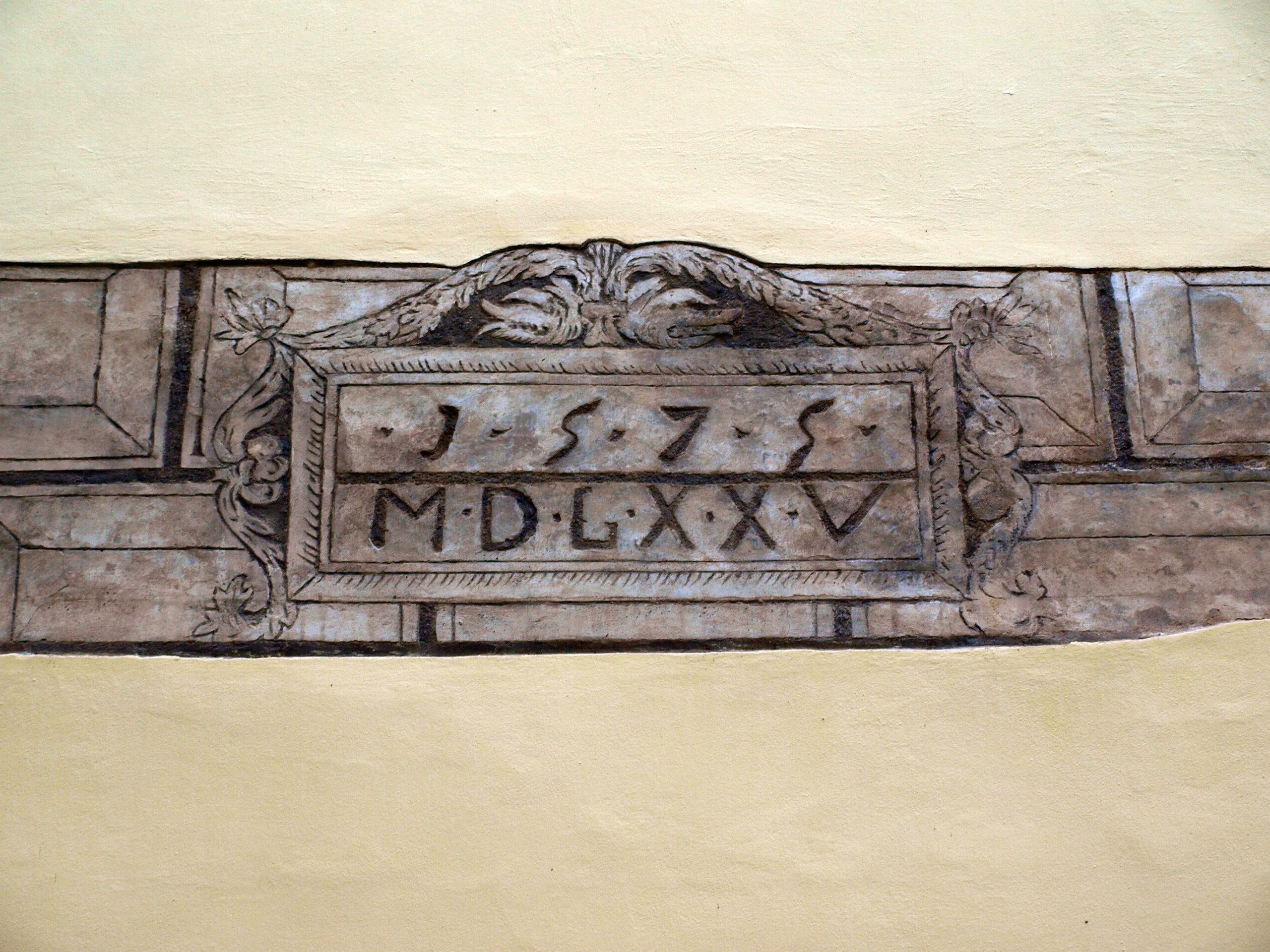
Letopočet 1575 na zdi vnitřního nádvoří paláce
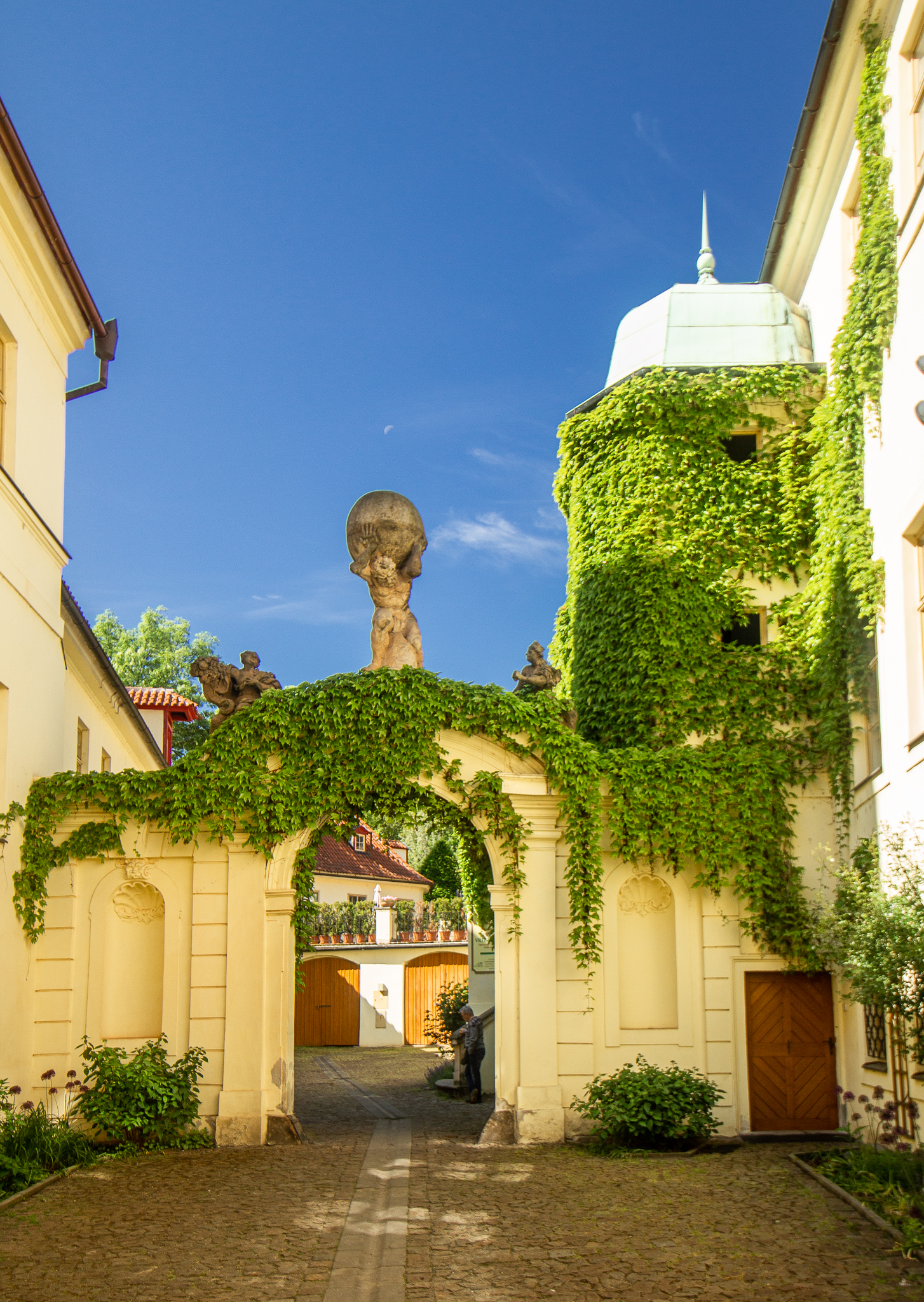
Branka do zahrady se sochou Atlas se zemskou sférou od M. B. Brauna.
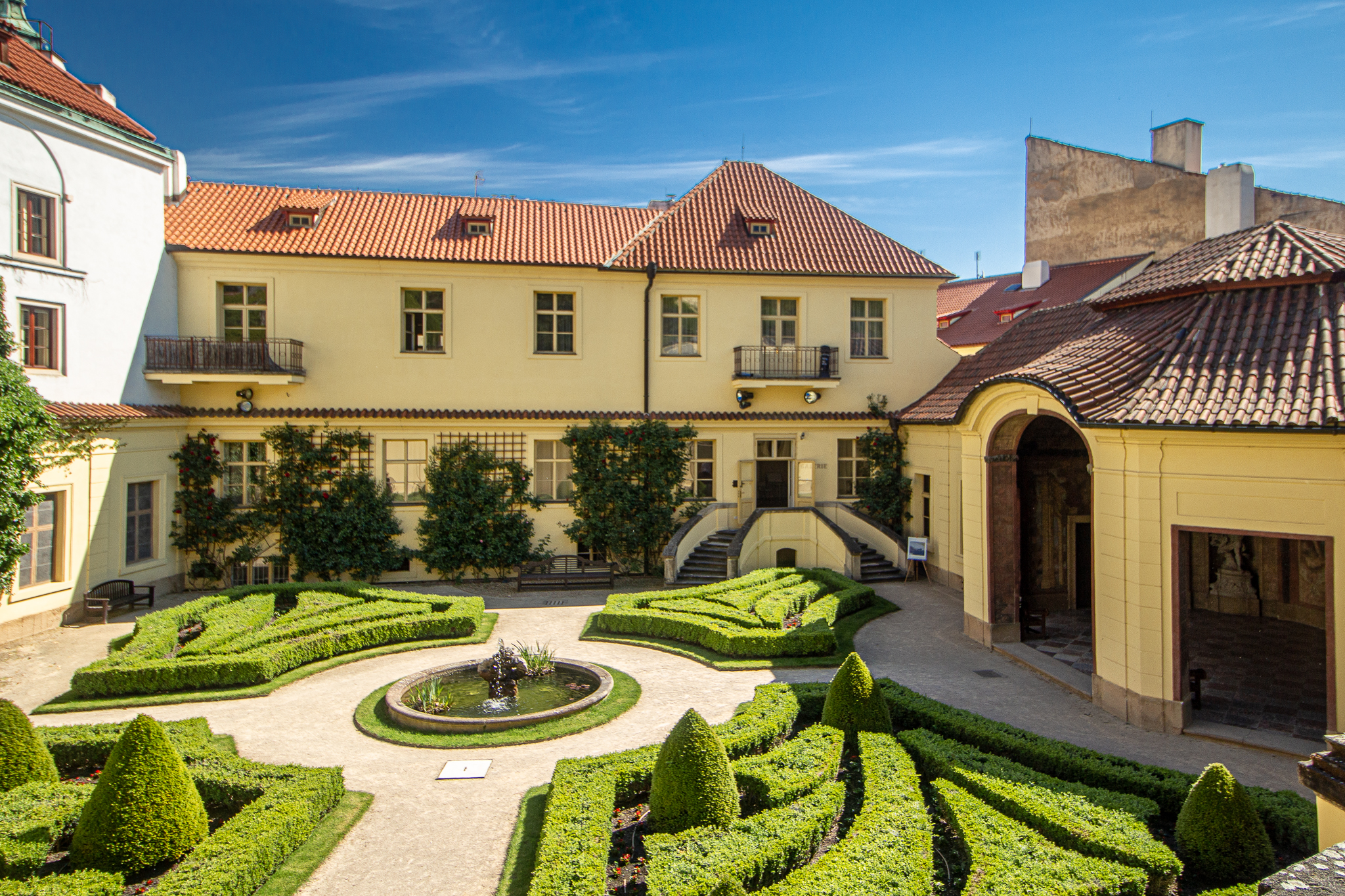
První zahradní parter s fontánkou
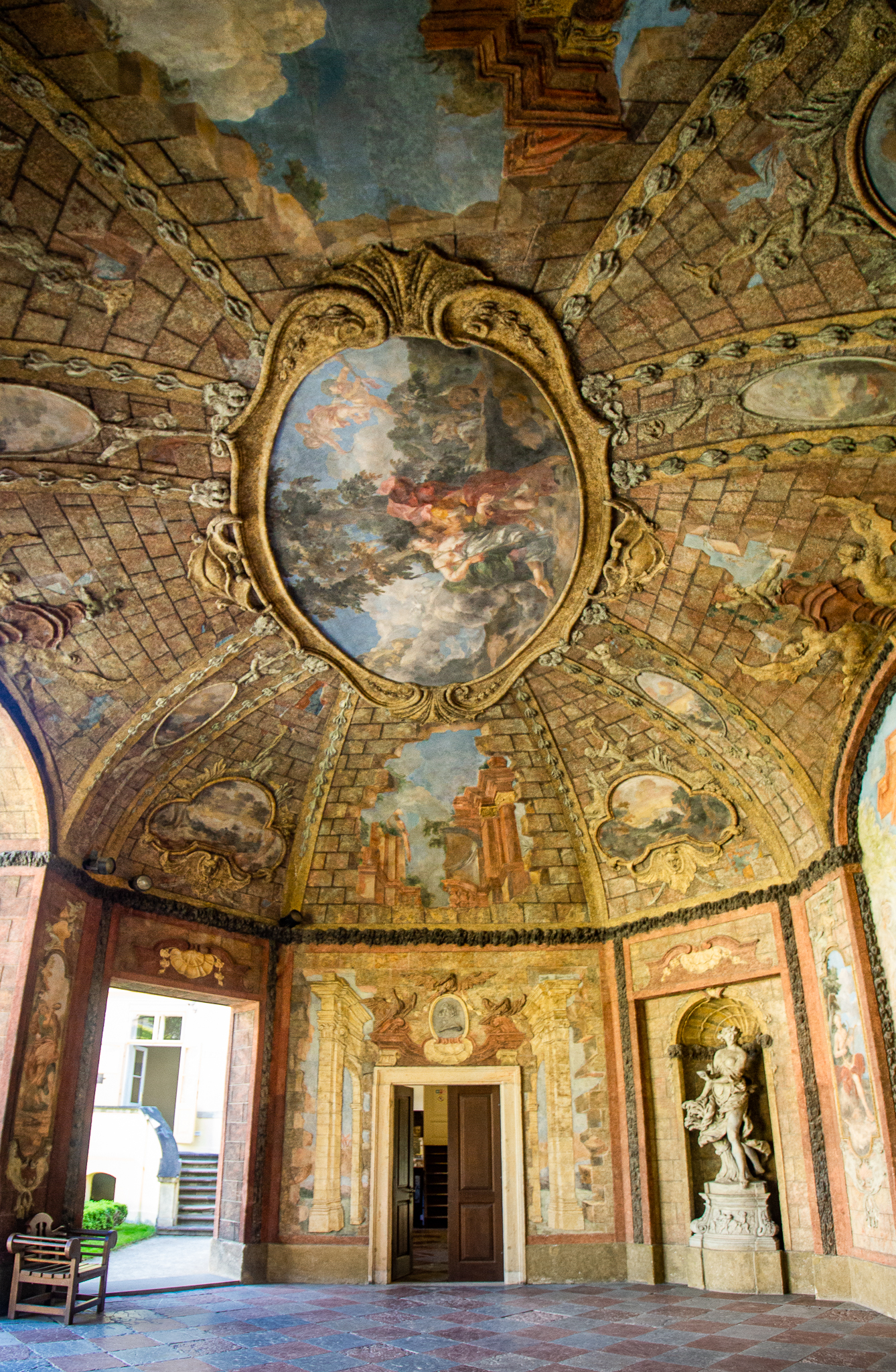
Sala terrena
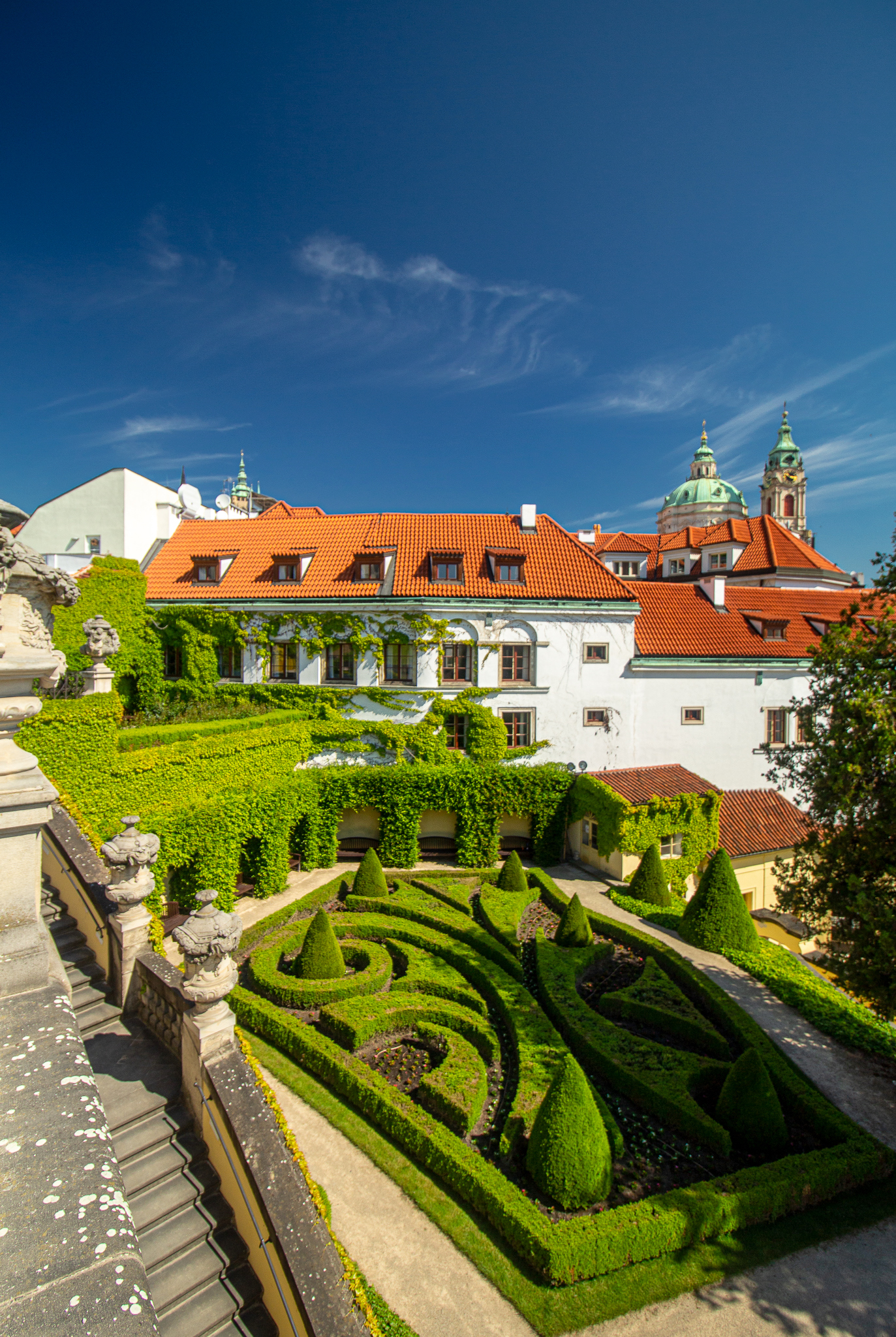
Vrtbovská zahrada s výhledem na Pražský hrad a kostel sv. Mikuláše